# Žralok mako
Žralok mako (Isurus oxyrinchus), též žralok mako krátkoploutvý, žralok makrelový či žralok ostronosý, je velký druh žraloka, zástupce čeledi lamnovitých. Je to nejrychlejší žralok, dokáže plout rychlostí až 70 km/h.

## Etymologie
Jako první popsal tento druh žraloka Constantine Samuel Rafinesque v roce 1809 a pro jeho pojmenování použil vědecké jméno Isurus oxyrinchus (isurus znamená „stejnoocasý“ a oxyrinchus „špičatý čenich“). Název Mako pochází z maorštiny a znamená žralok, stejně tak i žraločí zub. První písemné označení tohoto druhu jako žraloka mako použili Samuel Lee a Thomas Kendall ve svém díle Grammar and vocabulary of the language of New Zealand (1820), kde stručně zmiňují „Mako: Jistý druh ryby“. Richard Taylor ve svém díle A leaf from the natural history of New Zealand (1848) podává již přesnější popis: „Mako je žralok, jehož zubů si Maorové velmi cení.“

## Anatomie a vzhled
Ačkoli obě pohlaví rostou přibližně stejným tempem, samice jsou celkově větší, robustnější a dožívají se vyššího věku. Průměrná délka žraloka mako je 2–2,9 metru či podle jiných zdrojů 3,2–3,8 m a hmotnost může být mezi 60 až 400 kg. Největší zaznamenaný samec vážil 454 kg a měřil 4,02 m, největší zaznamenaná samice měřila 3,96 m a vážila 794 kg.
Žraloci mako jsou obdivuhodně mrštní. Mají elegantní tvar těla s dlouhým kuželovitým nosem a současně mají hydrodynamičtější tvar těla, než jakýkoliv jiný druh žraloka. Tvar těla v kombinaci s aerobní svalovou hmotou, typickou pro čeleď lamnovitých žraloků, mu dovoluje vyvinout vysokou rychlost a pohyblivost. Ocasní ploutev má tvar půlměsíce, druhá hřbetní ploutev je výrazně menší než první. U mladších žraloků jsou vrcholy prsní a první hřbetní ploutve zaoblenější. Kůže tohoto druhu je velmi drsná.
Specifický je i svými ostrými zuby vyčnívajícími ven z tlamy, které jsou vhodně uzpůsobené k chytání zejména menší a rychlé kořisti. Větší tvory, včetně člověka, nevyhledává často, proto nepatří mezi kdovíjak nebezpečné druhy.

### Charakteristické rysy
- Zuby jsou viditelné i při zavřené tlamě.
- Zuby jsou dlouhé a štíhlé s hladkými hrbolky.
- Výrazné stínování, na hřbetě modré a na břiše bílé.
- Mírně krátké prsní ploutve.[6][9]

## Habitat, biologie, ekologie

### Rozšíření

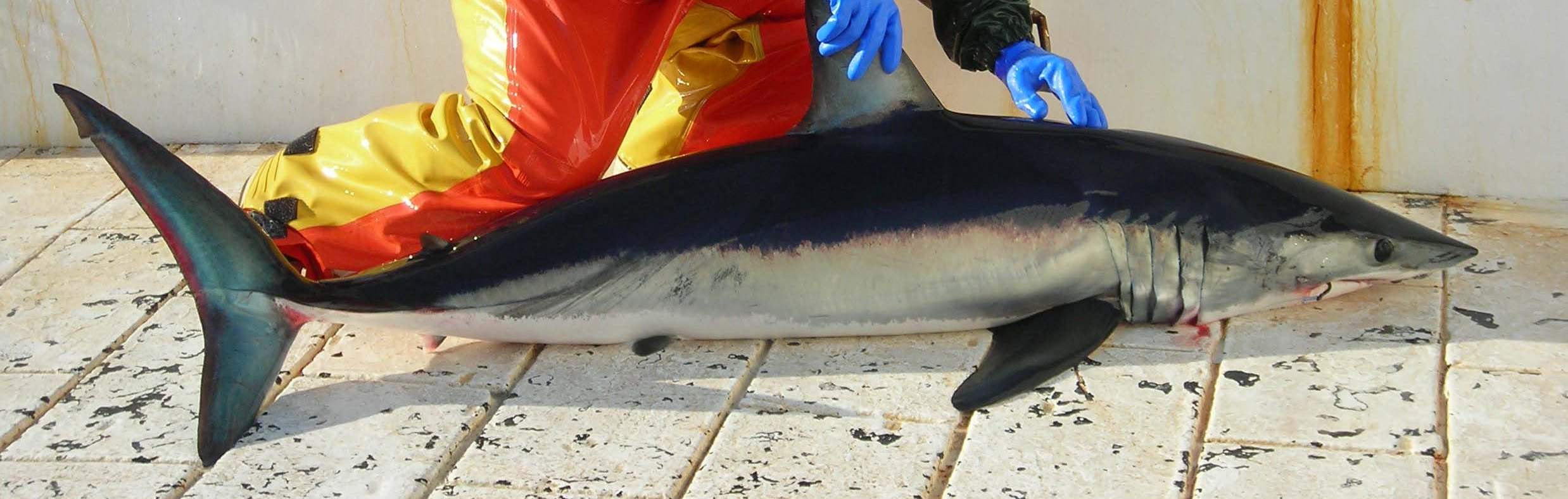
Ulovený žralok mako

Žralok mako obývá vody v mírném a tropickém pásmu v mořích po celém světě. Jeho blízký příbuzný žralok východní vyhledává vody Golfského proudu nebo teplejší pobřežní vody. Jedná se o pelagické druhy, které lze nalézt od hladiny až do hloubky 150 metrů, obvykle daleko od pevniny, i když občas se vyskytují i blíže u břehů, okolo ostrovů nebo zátok. Je to jeden ze čtyř známých endotermických druhů žraloků (dokáže udržet teplotu těla vyšší než okolní prostředí), který se málokdy vyskytuje v chladnějších vodách než 16 °C.
V západním Atlantiku jej lze nalézt od pobřeží Argentiny přes Mexický záliv až k Browns Bank na úrovni Nového Skotska. Relativně spolehlivým znamením, že se ve vodách vyskytují žraloci mako, bývají mečouni. Ti jsou totiž často jejich zdrojem potravy a taktéž preferují podobné životní podmínky jako žralok mako.
V létě roku 2019 se – pravděpodobně žralok mako – objevil v moři poblíž Makarské riviéry v Chorvatsku, kde ho na videozáznam natočil německý turista.
Žraloci mako cestují v hledání potravy či partnera na dlouhé vzdálenosti. V prosinci 1998 byla označena samice tohoto druhu na pobřeží Kalifornie, chycena byla japonskou výzkumnou lodí v centrálním Pacifiku. Samice tedy urazila přes 2776 km. Další zdokumentovaný případ dokumentuje žraloka, který uplaval 2128 km za 37 dnů, v průměru tedy 58 km za den.

### Potravní návyky

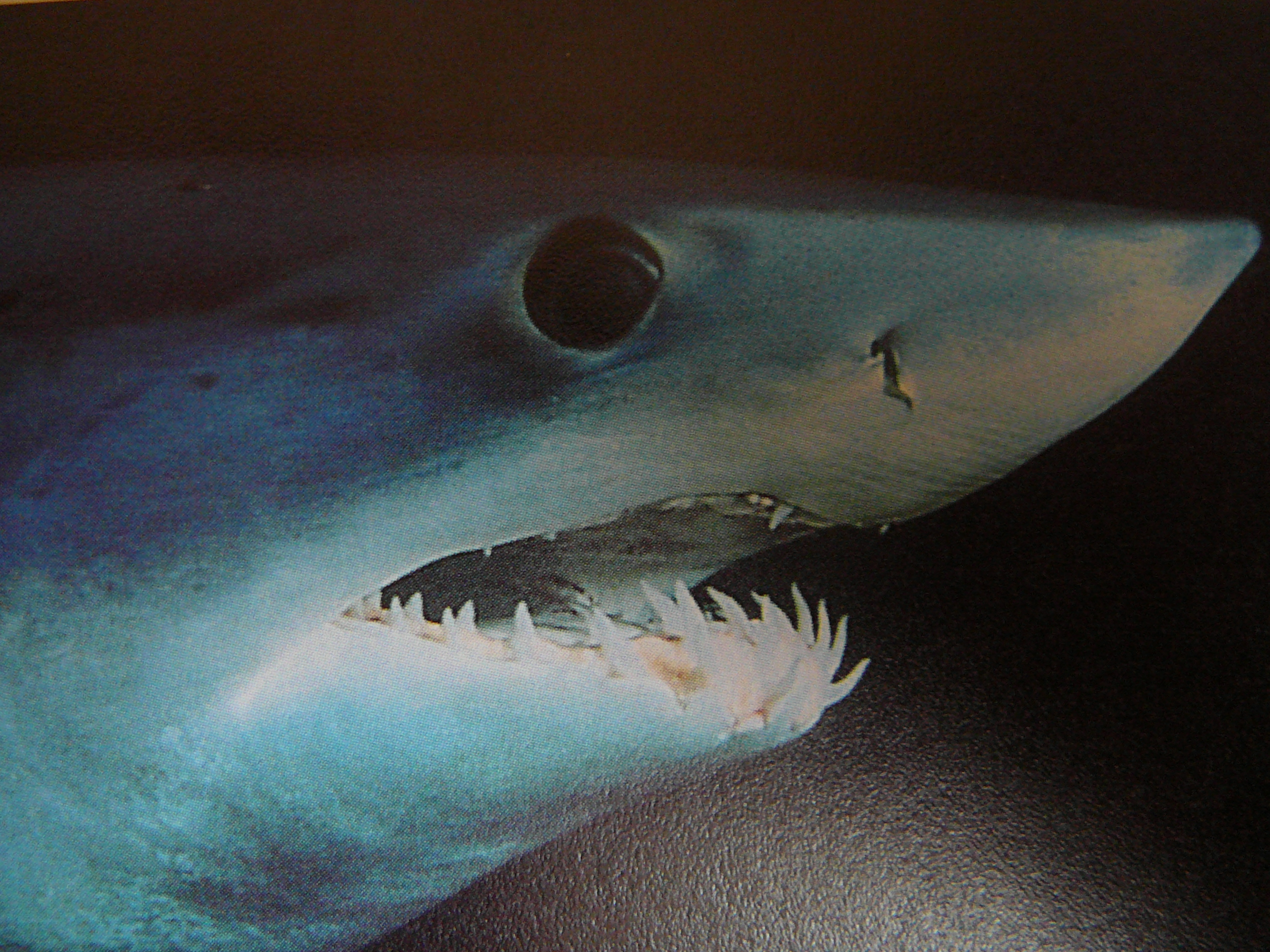
Hlava žraloka mako

Hlavní složkou potravy jsou hlavonožci, kostnaté ryby včetně makrel, tuňáků, bonita (tuňák makrelovitý) a mečoun. Živí se ale i jinými žraloky, delfíny, mořskými želvami a mořskými ptáky. Na svou kořist útočí vertikálně zespodu, přičemž ji vyrve kus tkáně z boku či ploutve. Plave pod vyhlédnutou obětí, aby využil momentu překvapení. Úderem ocasu může nejprve svou kořist omráčit. Na Sicílii byli uloveni žraloci mako se zabodnutými mečounovitými výběžky mečounů v hlavách a žábrách. To naznačuje, že i mečoun může vážně zranit a zabít žraloka mako. V souvislosti s místem a ročním obdobím (sklonek jara a počátek léta), které odpovídá cyklu tření mečounů, se dá předpokládat, že žraloci mako loví mečouny v tomto období, kdy jsou nejvíce zranitelní.

Tento druh žraloka spotřebuje 3 % své hmotnosti každý den a trvá přibližně 1,5–2 dny, než stráví průměrně velké jídlo. Pro srovnání, neaktivní druhy (např. žralok hnědý) spotřebují 0,6 % své hmotnosti za den a trvá jim 3 až 4 dny strávit potravu.

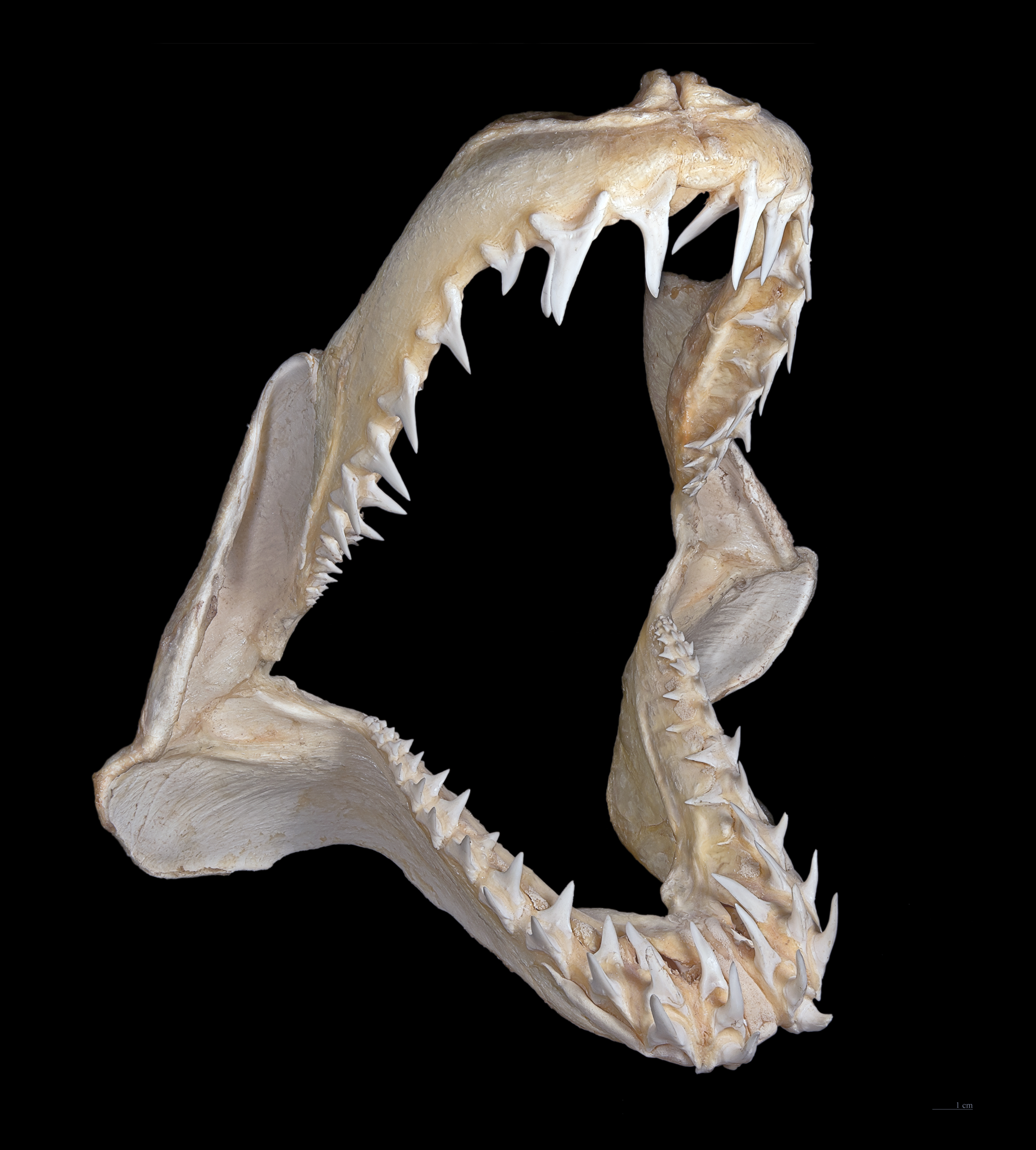
Isurus oxyrinchus

Analýza obsahu žaludku 399 samců a samic žraloků mako v rozpětí 67 až 328 cm velkých naznačila, že žraloci chycení u mysu Hatteras u Grand Banks preferují jako potravu lufaru dravou. Ta představovala 77,5 % z objemu jejich stravy. Průměrná kapacita žaludku činila 10 % z celkové hmotnosti žraloka.
Žraloci delší než 3 metry mají vnitřní zuby značně širší a plošší než menší žraloci mako. To jim umožňuje efektivně lovit delfíny, mečouny a další žraloky. Amatérský videozáznam, pořízený ve vodách Pacifiku, ukazuje skomírajícího delfína pobřežního s téměř překousnutým ocasem, kolem kterého kroužil velmi velký jedinec žraloka mako.
Stejně jako ostatní zástupci čeledi lamnovitých mají žraloci mako výkonný krevní oběh. Ten udržuje teplotu jejich těla o 4–7 °C vyšší, než je teplota okolní vody. To jim dává výhodu oproti studenokrevné kořisti.

### Fyzická zdatnost
U těchto žraloků byla zaznamenána rychlost 50 km/h se zrychlením až na 68–74 km/h. Někteří vědci se domnívají, že fyzicky je možné, aby žralok mako vyvinul rychlost až 100 km/h, což by z něj dělalo nejrychlejšího mořského tvora. Dokážou vyskočit přibližně 9 metrů nad hladinu. Existují případy, kdy se žralok mako, zachycený na udici, vymrštil do rybářského člunu.

### Rozmnožování
Tento druh žraloka je živorodý. Embrya se v těle matky vyvíjí 15–18 měsíců. Mláďata žraloka mako netrpí kanibalismem na rozdíl například od mláďat žraloka písečného. Na konci zimy a brzy na jaře se rodí 4–18 mláďat dlouhých přibližně 70 cm.
Existují názory, že žraloci mako rostou mnohem rychleji než ostatní druhy. Například žralok hnědý pohlavně dospívá ve 12 až 14 letech, kdy dosáhne hmotnosti 40–45 kg. Samec žraloka mako naproti tomu potřebuje pouze 4 a půl až 5 let k tomu, aby pohlavně dospěl. Za tu dobu doroste váhy 136 kg a délky 2 m, samice pak dosáhnou pohlavní dospělosti v 7 letech, kdy váží v průměru 227 kg a měří 2,7 až 2,9 m. Někteří biologové mají ovšem názor, že žraloci mako rostou velmi pomalu.

### Délka života
V otázce maximálního věku existuje stále určitá nejistota, ale odhaduje se, že se žraloci mako dožívají 12 až 30 let. Jedna studie Národního úřadu pro oceán a atmosféru z roku 1997 mluví o odchycení jednoho konkrétního žraloka, chyceného 12,8 roku poté, co byl poprvé označkován. Odchycení tohoto žraloka prokázalo, že žraloci mako se dožívají nejméně 13 let.

## Interakce s lidmi

### Ohrožení
V roce 2010 zařadila organizace Greenpeace žraloka mako na svůj červený seznam mořských živočichů. Jedná se o seznam mořských živočichů, kteří se běžně prodávají v supermarketech po celém světě a panuje vysoké riziko, že pochází z nekontrolovatelného rybolovu. To potvrzuje i řada dalších odborníků, zatímco jiní tvrdí, že v některých oblastech k „nadměrným“ lovům nedochází a není nijak ohrožen.

### V zajetí
Byly zaznamenány pokusy držet pelagické (migrující) druhy žraloků v zajetí. U žraloka mako bylo těchto pokusů nejméně, méně než pokusů se žralokem dlouhoploutvým, žralokem modravým a žralokem bílým. Současný rekord v době, po kterou se podařilo udržet v zajetí exemplář žraloka mako, je z roku 2001. Tehdy v akváriu v New Jersey přežil chycený žralok mako pouhých pět dní. Obdobně jako v jiných případech se jedinec sice po vypuštění do akvária jevil silný, ale postupně měl problémy se stěnami akvária, odmítal krmení, rychle slábl a zemřel.

### Útoky na člověka
V databázi ISAF Floridského muzea je zaznamenáno 8 nevyprovokovaných útoků žraloků mako na člověka mezi lety 1580 až 2007, z toho dva fatální. ISAF zaznamenala také 20 útoků na lodě. V roce 2022 napadl pravděpodobně žralok mako rakouskou turistku v egyptském letovisku poblíž Hurghady. Při útoku žraloka přišla žena o ruku a nohu, během převozu do nemocnice zraněním podlehla.

### V populární kultuře
- Žralok mako se objevuje v novele Ernesta Hemingwaye Stařec a moře.
- Tři žraloci mako se objevují ve filmu Deep Blue Sea. Žralok tygří je sice vidět na počátku filmu, ale je to žralok mako s fantaskními pruhy.
- Ve filmu Pláž útočí žralok mako na Richarda (Leonardo DiCaprio). Ten ho nakonec zabije loveckým nožem.